# فرد بوتير
فرد بوتير (بالإنجليزية: Fred Potter)‏ هو لاعب كرة قدم بريطاني في مركز حراسة المرمى، ولد في 29 نوفمبر 1940. لعب مع أستون فيلا ونادي دونكاستر روفرز ونادي هيرفورد.

## وصلات خارجية
- فرد بوتير على موقع قاعدة بيانات كرة القدم.إي يو (الإنجليزية)